# Nicholas Winterton
Nicholas Raymond Winterton (né le 31 mars 1938) est un homme politique du Parti conservateur britannique. Il est député de Macclesfield de 1971 jusqu'à sa retraite de la Chambre des communes aux élections générales de 2010.
Son épouse, Ann Winterton, est également députée, représentant la circonscription voisine de Congleton de 1983 à 2010.

## Jeunesse
Winterton est né à Rugeley, Staffordshire et fait ses études à Bilton Grange, une école préparatoire à Rugby, puis à la Rugby School. Il entreprend son service national de 1957 à 1959 et est engagé dans les 14th / 20th King's Hussars en service en Allemagne avant de partir travailler comme stagiaire directeur des ventes chez Shell-Mex et BP.
En 1960, il devient directeur des ventes et directeur général d'une entreprise de machines de construction, poste qu'il conserve jusqu'à son élection au Parlement. Il est membre du Conseil conservateur des West Midlands de 1967 à 1971 et conseiller du comté du Warwickshire représentant une division minière et industrielle du charbon dans le North Warwickshire de 1967 à 1972. En 1969, il se présente à une élection partielle à Newcastle-under-Lyme mais échoue; il se présente à nouveau pour le même siège aux élections générales de 1970, mais échoue de nouveau.

## Député
Winterton est élu à la Chambre des communes à la troisième tentative, remportant une élection partielle à Macclesfield en septembre 1971. Il est considéré comme un conservateur de droite, s'opposant à la réduction de l'âge du consentement pour les relations sexuelles entre personnes de même sexe à 16 ans, à l'interdiction de la chasse au renard et au soutien de l'article 28 et à la réintroduction de la peine capitale.
Pendant quelques années, il est membre du Conservative Monday Club et le 26 janvier 1981, il est l'invité d'honneur du dîner du groupe Afrique du club au St Stephen's Club, Westminster, où Harold Soref est président. Il est également signataire de la campagne Better Off Out de la Freedom Association, qui s'oppose à l'adhésion de la Grande-Bretagne à l'Union européenne. Il porte un petit insigne dans la conception du symbole de la livre sterling pour signifier son opposition à tout projet d' adoption de l'euro comme monnaie nationale britannique. En 1988 et peut-être avant, il est, avec plusieurs autres députés, membre du conseil consultatif parlementaire du Western Goals Institute .
Bien qu'il n'ait jamais été promu à un rôle ministériel ou fantôme, il est membre du comité spécial des services sociaux entre 1979 et 1990 et est ensuite président du comité spécial de la santé (1990-1992). Winterton est membre du panel des présidents. Il est également membre du Comité spécial sur la modernisation de la Chambre des communes et est vice-président du Comité 1922. Winterton est l'un des rares députés à poser une question aux dernières questions de Tony Blair au Premier ministre : il exige un référendum sur le traité de réforme de l'UE . Il est fait chevalier par Élisabeth II en juin 2002 pour ses services au Parlement.
Les Winterton font l'objet d'une enquête du commissaire parlementaire aux normes et il conclut qu'ils ont abusé des remboursements de leurs dépenses pour payer le loyer d'un appartement qu'ils avaient déjà acheté. Une fois l'hypothèque entièrement remboursée, les Winterton ont transféré la propriété de l'appartement dans une fiducie familiale. Depuis 2002, ils ont payé le loyer à leur fiducie pour vivre dans l'appartement, remboursé sur les dépenses de leurs députés. Le Comité admet que les Winterton n'avaient "à aucun moment tenté de dissimuler leurs arrangements". Le chef de son parti, David Cameron, qui a qualifiés ses agissements d'"indéfendables" ,,. Le 25 mai 2009, il est annoncé que les deux Winterton ne se représenteraient pas aux élections générales de 2010 .

## Affiliations
Winterton est engagé dans un large éventail d'organisations et d'intérêts. Les organismes de bienfaisance locaux qu'il soutient comprennent le Macclesfield Access Group, la Multiple Sclerosis Society, le Riding for the Disabled, le Macclesfield Handicapped Social Club et le Rossendale Trust. Il est vice-président de l'East Cheshire Hospice et patron de la branche locale de la Société nationale pour la prévention de la cruauté envers les enfants. Depuis 30 ans, il est le patron de la Macclesfield & District Sheep Dog Trials Association . Il aide également des organisations locales telles que Age Concern et Macmillan Cancer Care et est membre honoraire du Macclesfield & District Lions Club. Il est supporter du Macclesfield Town FC et du Macclesfield RUFC.
Winterton est également activement impliqué dans le Scoutisme et le Guidisme locaux. Il est vice-président du Cheshire Scout County et du Macclesfield and Congleton District Scout Council. Il est ambassadeur de Guiding by Girlguiding UK. En reconnaissance de sa contribution au Scoutisme, il reçoit la Médaille du mérite pour services exceptionnels au mouvement scout.
Pendant 26 ans, il est membre du comité consultatif national du programme de Prix international du duc d'Édimbourg. Il est vice-président honoraire du Royal College of Midwives et citoyen de la City de Londres. Il est également ancien bailli supérieur et membre de la Cour de la Worshipful Company of Weavers. À la suite de nombreuses années de soutien à Ambulance Saint-Jean Winterton est un Frère Serviteur du Très vénérable ordre de Saint-Jean. Il est patron / président du Zimbabwe-Rhodesia Relief Fund, un organisme de bienfaisance enregistré.

## Vie privée
Winterton épouse Ann Hodgson en 1960 à Sutton Coldfield. Aux élections générales de 1983, elle est élue députée de Congleton, à côté de sa circonscription de Macclesfield. Ils ont deux fils, Andrew et Robert, une fille, Sarah et huit petits-enfants.